# Hedenen
Als Hedenen oder Hetaniden wird ein fränkisches Adelsgeschlecht bezeichnet, das ab etwa Mitte des 7. Jahrhunderts in Würzburg ansässig war und etwa bis Ende der 710er Jahre die Herzöge des Herzogtums Thüringen stellte. Die nicht zeitgenössische Bezeichnung „Hedene“ geht auf zwei Vertreter des Geschlechtes – Hedan I. (auch Hetan I.) und Hedan II. (auch Hetan II.) – zurück.

## Stammlinie und zeitliche Einordnung
Anhand der Passio Kiliani minor, der älteren der beiden hagiographischen Schriften über den Heiligen Kilian, welche das Wirken und den Tod des Heiligen am Hofe des würzburgischen Herzogs Gosbert beschreibt, lässt sich eine Stammlinie in Würzburg ansässiger Amtsherzöge für einen Zeitraum bestimmen, der in etwa die zweite Hälfte des 7. Jahrhunderts umfasst. Neben Gosbert werden zudem sein Vater, Hedan der Ältere und dessen Vater Hruodi, sowie ein Sohn Gosberts, Hedan der Jüngere, genannt. Die Stammlinie der würzburgischen Herzöge ließe sich demnach folgendermaßen rekonstruieren: Hruodi – Hedan I. – Gosbert – Hedan II.

## Mainfranken und Thüringen vor Errichtung des Herzogtums Thüringen
Das Gebiet um Würzburg lässt sich erst ab etwa Ende des 8. Jahrhunderts als fränkisch bezeichnen. Zunächst von den Quellen als Teil der thüringischen Region gesehen, setzt sich ab der Karolingerzeit die Eigenbezeichnung „Mainfranken“ – in klarer Abgrenzung zur nordöstlich gelegenen „Thoringia“ – durch.
Es ist unklar, ob erste fränkische Expansionsbestrebungen in Richtung des Maingebietes erfolgreich schon unter Chlodwig I. in den Jahren 496/7 beziehungsweise 506/7 (also im Zuge der Unterwerfung der Alamannen) oder aber erst mit der vollständigen Eroberung des Königreiches Thüringen im Jahre 531 unter Theuderich I. umgesetzt wurden.
Auch in der unmittelbaren Folgezeit konnte noch nicht von einer aktiven fränkischen Besiedlungspolitik in Thüringen gesprochen werden. Dies hing zum einen mit den geographischen Gegebenheiten in Thüringen und zum anderen mit der bevölkerungstechnischen Lage des Frankenreiches zusammen: Die Merowinger hatten entweder kein Interesse, Siedler in dem noch zu großem Teil mit Urwald bedeckten Gebiet anzusiedeln – zumal Thüringen nicht das einzige Gebiet war, das in dem Zeitraum um das späte 5. und das frühe 6. Jahrhundert erobert worden war – oder schlichtweg nicht die Kapazitäten, die eine aktive „Frankisierung“ durch Ansiedlung fränkischer Siedler erfordert hätte.
Dennoch erfolgt in den nächsten zwei Jahrhunderten allmählich ein Prozess, der als „Frankisierung“ bezeichnet werden kann. Auffällig ist ab diesem Zeitpunkt, dass das mainfränkische Gebiet, im Gegensatz zu Thüringen und vor allem zu den Sachsen im Norden, die sich in den 550er und 620er Jahren gleich zweimal gegen die fränkische Herrschaft auflehnten und niedergeschlagen wurden, relativ passiv auf die fränkische Herrschaft reagiert.
Im Zuge der Einfälle der Slawen/Wenden und der Unfähigkeit der fränkischen Zentralmacht unter Dagobert I., ihre Gebiete östlich des Rheins effektiv zu verteidigen, wird ab circa den 620er bis 630er Jahren ein eigenständiges thüringisches Herzogtum errichtet worden sein, wobei nicht gesichert gesagt werden kann, ob jenes „ducatus thoringiae“ das mainfränkische Gebiet zu diesem Zeitpunkt mit umfasste. Übertragen wurde das neu gegründete Dukat einem Franken namens Radulf, mit dem Auftrag, es vor sächsischen und slawischen Einfällen zu verteidigen. Ob Radulf mit dem in der Passio Kiliani genannten würzburgischen Herzog Hruodi identisch ist, lässt sich dabei nicht sicher belegen.

## Die Herrschaftszeit Radulfs
Herzog Radulf soll die ihm angetragene Verteidigung des Herzogtums gegen die Slawen nicht nur sehr erfolgreich gemeistert, sondern darüber hinaus auch einige hervorragende Siege davongetragen haben. Im Zuge dieser großen militärischen Erfolge, so berichtet die Fredegar-Chronik, soll Radulf der fränkischen Zentralmacht gegenüber immer selbstbewusster aufgetreten sein, was schließlich, nach dem Tode Dagoberts I. und Pippins des Älteren, zu einem Bündnis Radulfs mit dem agilolfingischen Herzog Fara und zur Rebellion gegen den noch minderjährigen Sigibert III. führte. In der Folge konnte Radulf, der sich an der Unstrut verschanzte, seine Position offenbar gegen die fränkische Zentralmacht behaupten.
Im Zuge des Konfliktes zwischen Radulf und Sigibert III. dürfte es darüber hinaus zur Errichtung eines Herzogtums im mainfränkischen Raum gekommen sein. Die genauen Gründe hierfür lassen sich nicht sicher nachzeichnen, nahe läge jedoch die Errichtung eines mainfränkischen Herzogtums als Gegengewicht zu den Autonomiebestrebungen Radulfs. Würzburg dürfte hierbei als politisches Zentrum des neuen Herzogtums ausgebaut und Hedan I. als Herzog eingesetzt worden sein.

## Die Anfänge hedenischer Herrschaft in Würzburg
Über das Wirken Hedans I. nach seiner Etablierung als Herzog von Würzburg ist nur wenig sicher belegt. Die Vita der Heiligen Bilhild, welche wohl zeitweise die Gattin Hedans I. war, bevor sie nach dessen Tod einen geistlichen Lebensweg einschlug und das Frauenkloster Altmünster bei Mainz gegründet hat, berichtet von einem Hunnenheer, welches in den Kindheitsjahren Bilhilds die Gegend um Würzburg bedroht haben soll. Einem gewissen Herzog „Hethan“ – zwar ohne Suffix, wird er rein zeitlich jedoch sicherlich mit Hedan I. zu identifizieren sein – soll es gelungen sein, die Hunnen wieder zu vertreiben. Die hier erwähnten Hunnen dürften dabei wohl eher als Slawen, Awaren oder Wenden zu verstehen sein.
Die Vita der Heiligen Bilhild gibt außerdem Auskunft über die Familienverhältnisse Hedans I. Sie berichtet von einem Sohn, der bereits in jungen Jahren verstarb, sowie von einem Kind unbekannten Geschlechts, das Bilhild während ihrer Flucht aus Würzburg trug, von dem jedoch nicht weiter berichtet wird.
Aus der Passio minor erfahren wir zudem von zwei weiteren Söhnen Hedans I.: Gosbert, Hedans I. späteren Nachfolger als Herzog von Würzburg, sowie einem namentlich nicht bekannten weiteren Sohn.
Nach der Vita Bilhilds endete die Herrschaft Hedans I., als dieser von einer Fahrt ins Frankenland nicht zurückkehrte. Die Herrschaft in Würzburg übernahm daraufhin sein Sohn Gosbert.
Auch zu Gosbert als politischen Akteur lässt sich aus Mangel an Quellen wenig festhalten. Bedeutung hatte er wohl als eine der beteiligten Figuren um das Martyrium des Heiligen Kilian. Nach einer Erwähnung in der Passio minor, trat Gosbert im Zuge der Missionierungsarbeiten des Heiligen Kilian zudem zum christlichen Glauben über, woraus sich wiederum folgern ließe, dass die hedenischen Vertreter vor Gosbert heidnischen Glaubens gewesen waren.
In der Passio Kiliani heißt es:

„Und es dauerte nicht lange, bis der fromme Bischof Gottes Kilian, den letzteren [Gosbert] dafür gewann, Christ zu werden. Und da er sich nach Gottes Wollen dessen heiligen Ermahnungen fügte, wurde er von ihm getauft und gefirmt und ebenso das ganze Volk, das unter seiner Herrschaft stand.“

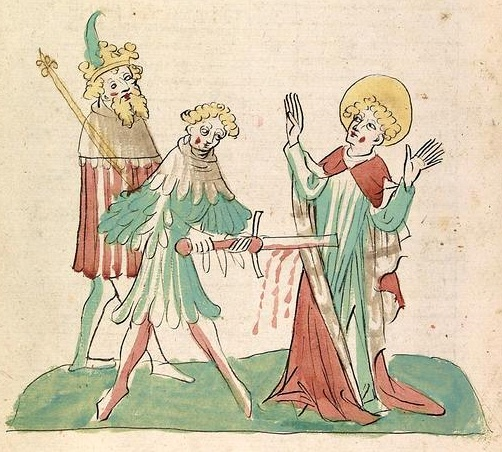
Ermordung des hl. Kilian; links hinten Herzog Gosbert. Darstellung aus einem Straßburger Codex, um 1418

Zum Martyrium Kilians berichtet sie weiterhin:

„Und als der allmächtige Gott wollte, daß seine Krieger ihren zeitlichen Kampf beendigen sollten, geschah es: In einer Nacht, zur Nachtzeit, als sie einmütig zum Lobe Gottes vereinigt waren, trat der Henker zu ihnen, das Schwert gezückt, gleichsam gerüstet, die Freunde Gottes damit zu enthaupten, in Ausführung der Befehle der Geilana, der Frau des Herzogs Gosbert. […] Nach diesen Worten wurden alle auf die gleiche Weise enthauptet und mit dem Martyrium gekrönt.“

Gosbert wurde später von seinen eigenen Dienern ermordet, woraufhin ihm sein Sohn Hedan II. auf den Thron folgte. Als Motiv für den Mord werden häufig religiöse Differenzen in Erwägung gezogen.

## Die Politik Hedans II. und das Ende der hedenischen Herrschaft
Hedan II. ist der früheste Vertreter hedenischen Geschlechtes, der sich urkundlich erfassen lässt. Nach einer Urkunde aus dem Jahre 704, die von seiner Gattin Theodrada und seinem Sohn Thuring mitunterzeichnet wurde, vermachte er dem Missionar Willibrord eine Besitzung in der Umgebung Arnstadt. Eine weitere Schenkung an den Missionaren erfolgte 13 Jahre später und unterstützte die Errichtung eines Klosters in Hammelburg an der Fränkischen Saale. Als weiteres kirchenpolitisches Verdienst Hedans II. ist die Errichtung einer Kirche auf dem Marienberg nahe Würzburg zu sehen, die später um ein Kloster erweitert wurde. Das kirchenpolitische Wirken Hedans II. wird heute – neben der weiterführenden Arbeit Willibalds – als bedeutender Faktor für die spätere Missionierung und die tatsächliche Einrichtung eines Bistums Würzburg im Jahre 742 betrachtet. Hedan II. ist zudem der erste hedenische Vertreter, bei dem anhand der Quellen zweifelsfrei von einem (mainfränkisch)-thüringischen Herzog gesprochen werden kann.
Hedan II. ist nicht nur der letzte Vertreter des hedenischen Herzogsgeschlechtes in Würzburg. Es ist zudem davon auszugehen, dass mit dem Ende der Herrschaft Hedans II. auch das Ende des (mainfränkisch)-thüringischen Herzogtums einhergeht. Die vorn genannte Schenkungsurkunde von 717 stellt hierbei den letzten überlieferten Bestehenszeitpunkt des Dukates dar. Als Bonifatius 719 erstmals Thüringen erreichte, war das Herzogtum bereits nicht mehr existent.
Die Gründe für das Ende des Herzogtums lassen sich nicht sicher rekonstruieren: Eine Vermutung geht von einem zeitlich nahe beieinander liegenden Tode Hedans II. und Thurings, seinem Sohn und Erbe, aus. Als mögliche Ursache ließe sich die Schlacht von Vincy 717 nennen. Die Passio minor dagegen erwähnt die Vertreibung Hedans II. und der Verfolgung seines Familienzweiges in Folge einen Volksaufstandes. Die Fredegar-Chronik spricht von der politischen Entmachtung des hedenischen Herzogsgeschlechtes durch einen „populus orientalium francorum“, der in der Forschung oft mit Karl Martell identifiziert wird.
Auch wenn sich die Gründe für das Ende des thüringischen Herzogtums nicht sicher bestimmen lassen, sind die Folgen hingegen relativ klar: Hedan II., sowie erbberechtigte und politisch handlungsfähige Familienmitglieder – also Theodrada und Thuring – wurden beseitigt, vertrieben oder getötet. Die Hedenen scheinen als weltlich-politischer Machtfaktor ab etwa den 720er Jahren also nicht mehr von Bedeutung gewesen zu sein. Das (mainfränkisch)-thüringische Herzogtum hört auf zu existieren, wobei an dessen Stelle ab dem Jahre 742 das Bistum Würzburg tritt.

## Stammbaum
|                |                |                |                |                |                |           |           |           |           |         |         | Hruodi    |           |           |           |              |              |              |              |              |              |           |           |           |           |           |           |           |           |               |               |               |               |               |               |
|                |                |                |                |                |                |           |           |           |           |         |         |           |           |           |           |              |              |              |              |              |              |           |           |           |           |           |           |           |           |               |               |               |               |               |               |
|                |                |                |                | (1.) N.N.      | (1.) N.N.      | (1.) N.N. | (1.) N.N. | (1.) N.N. | (1.) N.N. |         |         | Hedan I.  | Hedan I.  | Hedan I.  | Hedan I.  | Hedan I.     | Hedan I.     |              |              |              |              |           |           |           |           |           |           |           |           | (2.) Bilihild | (2.) Bilihild | (2.) Bilihild | (2.) Bilihild | (2.) Bilihild | (2.) Bilihild |
|                |                |                |                | (1.) N.N.      | (1.) N.N.      | (1.) N.N. | (1.) N.N. | (1.) N.N. | (1.) N.N. |         |         | Hedan I.  | Hedan I.  | Hedan I.  | Hedan I.  | Hedan I.     | Hedan I.     |              |              |              |              |           |           |           |           |           |           |           |           | (2.) Bilihild | (2.) Bilihild | (2.) Bilihild | (2.) Bilihild | (2.) Bilihild | (2.) Bilihild |
|                |                |                |                |                |                |           |           |           |           |         |         |           |           |           |           |              |              |              |              |              |              |           |           |           |           |           |           |           |           |               |               |               |               |               |               |
|                |                |                |                |                |                |           |           |           |           |         |         |           |           |           |           |              |              |              |              |              |              |           |           |           |           |           |           |           |           |               |               |               |               |               |               |
| (1.) Sohn N.N. | (1.) Sohn N.N. | (1.) Sohn N.N. | (1.) Sohn N.N. | (1.) Sohn N.N. | (1.) Sohn N.N. |           |           | Gailana   | Gailana   | Gailana | Gailana | Gailana   | Gailana   |           |           | (2.) Gosbert | (2.) Gosbert | (2.) Gosbert | (2.) Gosbert | (2.) Gosbert | (2.) Gosbert |           |           | Sohn N.N. | Sohn N.N. | Sohn N.N. | Sohn N.N. | Sohn N.N. | Sohn N.N. |               |               |               |               |               |               |
| (1.) Sohn N.N. | (1.) Sohn N.N. | (1.) Sohn N.N. | (1.) Sohn N.N. | (1.) Sohn N.N. | (1.) Sohn N.N. |           |           | Gailana   | Gailana   | Gailana | Gailana | Gailana   | Gailana   |           |           | (2.) Gosbert | (2.) Gosbert | (2.) Gosbert | (2.) Gosbert | (2.) Gosbert | (2.) Gosbert |           |           | Sohn N.N. | Sohn N.N. | Sohn N.N. | Sohn N.N. | Sohn N.N. | Sohn N.N. |               |               |               |               |               |               |
|                |                |                |                |                |                |           |           |           |           |         |         |           |           |           |           |              |              |              |              |              |              |           |           |           |           |           |           |           |           |               |               |               |               |               |               |
|                |                |                |                |                |                |           |           |           |           |         |         | Hedan II. | Hedan II. | Hedan II. | Hedan II. | Hedan II.    | Hedan II.    |              |              | Theodrada    | Theodrada    | Theodrada | Theodrada | Theodrada | Theodrada |           |           |           |           |               |               |               |               |               |               |
|                |                |                |                |                |                |           |           |           |           |         |         | Hedan II. | Hedan II. | Hedan II. | Hedan II. | Hedan II.    | Hedan II.    |              |              | Theodrada    | Theodrada    | Theodrada | Theodrada | Theodrada | Theodrada |           |           |           |           |               |               |               |               |               |               |

Hier fehlt die Quelle.